# Linux loader
LILO ou LInux LOader est un chargeur d'amorçage libre, diffusé sous la licence BSD. Il permet de choisir la partition à amorcer lors du démarrage de l'ordinateur.
Il permet le chargement de divers systèmes d'exploitation, mais s'installe depuis Linux. D'ailleurs, il a été initialement conçu pour le chargement de Linux, d'où son nom.
Les premières versions de LILO demandaient la saisie au clavier du nom du système à amorcer. Les versions récentes affichent un menu semi-graphique à l'écran, voire une image en 640x480 16 couleurs ; si l'utilisateur ne touche pas le clavier pendant un temps déterminé, généralement 10 secondes, le système d'exploitation configuré par défaut dans LILO sera lancé.

## Fichier de configurationLilo.conf
Les paramètres de configuration peuvent être modifiés en éditant le fichier /etc/lilo.conf. Pour actualiser les modifications, il est également nécessaire de taper lilo dans un shell Unix

### Exemple de fichier
Certaines parties du fichier original ont été retirées pour avoir un exemple relativement simple et pas trop long :
```
# Support 
LBA
 (Logical block addressing) pour les disques de plus de 1024 cylindres

lba32

# Spécifier le 
périphérique
 d'amorçage :

# une 
partition
 (ou plus rarement un 
raw device
)
[
1
]

# Sur le premier bloc de ce périphérique, l'utilitaire lilo copiera le 
MBR

boot=/dev/hda

# Spécifier le périphérique qui sera monté à la 
racine
 ('/')

root=/dev/hda5

# Installer le fichier spécifié comme nouveau secteur d'amorçage
[
2
]

# Vous avez le choix entre : bmp, compat, menu et texte

# Chercher dans /boot/ ou exécutez la commande 
man
 5  lilo.conf
pour plus de détails

install=/boot/boot-menu.b

# Spécifier l'emplacement du fichier de map (adresses mémoire des appels système)

#

map=/boot/map

# Spécifier le nombre de DIXIÈMES de secondes avant que Lilo

#ne fasse l'amorçage sur la première image

#

delay=20

# Vous pouvez mettre un message personnalisé pour l'amorçage

# message=/boot/message-d_amorçage.txt

# If you use 'prompt', and this computer may need to reboot unattended, you

# must specify a 'timeout', or it will sit there forever waiting

# for a keypress.  'single-key' goes with the 'alias' lines in the

# 'image' configurations below.  eg: You can press '1' to boot

# 'Linux', '2' to boot 'LinuxOLD', if you uncomment the 'alias'.

prompt

timeout=150

#	prompt

#	single-key

#	delay=100

#	timeout=100

# Spécifier le mode texte 
VGA
 dans la phase d'amorçage (normal, extended, ask, 
<
mode>)

#

# vga=ask

# vga=9

vga=normal

# Les options communes à toutes les images installées sont indiquées ici.

# Voir    "boot-prompt-HOWTO" et "kernel-parameters.txt"

#dans le répertoire de la documentation du 
Noyau Linux

#

# append=""

# Amorçage par défaut

default=Linux2.6.7
```

```
image=/boot/vmlinuz-2.4.26

	label=Linux2.4.26

	read-only

image=/boot/vmlinuz-2.6.7

	label=Linux2.6.7

	read-only
```

```
# Si vous avez un système d'exploitation 
Windows NT
 (
XP
, 
2003
, etc.),

#vous pouvez décommenter les lignes suivantes

# ATTENTION  ! remplacer hda1 par le périphérique où se trouve MS Windows

other=/dev/hda1

label="WinNT(hda1)
```

## Codes erreurs affichés par LILO
Voici la liste des messages
| Etape | Affichage en cas d'erreur |
| --- | ------------------------- |
| Le chargeur d'amorçage de la partie 1 est chargé en mémoire et démarré                                              | L                         |
| Le chargeur d'amorçage de la partie 2 est chargé en mémoire                                                         | LI                        |
| Le chargeur d'amorçage de la partie 2 a été chargé à une adresse incorrecte                                         | LIL?                      |
| Démarrage de la partie 2 du chargeur d'amorçage OK, mais la GDT (table des descripteurs de segment) est introuvable | LIL                       |
| La GDT est corrompue                                                                                                | LIL-                      |
| Toutes les étapes de LILO se sont déroulées correctement                                                            | LILO                      |